# Giải vô địch cờ vua thế giới FIDE 2004
Giải vô địch cờ vua thế giới FIDE 2004 được tổ chức tại khách sạn Almahary ở Tripoli, Libya, từ ngày 18 tháng 6 đến ngày 13 tháng 7.
Nhà vô địch giải này là Rustam Kasimdzhanov, người đã đánh bại Michael Adams trong trận chung kết với tỷ số 4½ – 3½. Anh đã giành được khoảng 100.000 đô la Mỹ và danh hiệu Nhà vô địch Cờ vua Thế giới FIDE.
Ý định là người vô địch giải đấu sẽ đấu với số một thế giới Garry Kasparov trong một bước tiến tới sự thống nhất của Giải vô địch cờ vua thế giới, mà đã bị phân chia thành hai danh hiệu riêng biệt kể từ Giải vô địch cờ vua thế giới 1993. Tuy nhiên, trận đấu dự định này đã không bao giờ diễn ra.

## Thống nhất các danh hiệu

### Trước giải đấu
Kể từ năm 1993, khi Garry Kasparov và Nigel Short rời khỏi cơ quan quản lý cờ vua FIDE để thi đấu trận tranh chức vô địch thế giới của họ dưới sự bảo trợ của Hiệp hội cờ vua chuyên nghiệp mới thành lập, đã có hai giải vô địch cờ vua thế giới: một giải do FIDE tổ chức (tổ chức thể thức loại trực tiếp từ 1998 đến 2004) và đấu loại trực tiếp với nhiều thể loại khác (theo thể thức đấu số ván lớn giữa nhà vô địch và kẻ thách thức). Giải vô địch FIDE năm 2004 là một phần trong nỗ lực nghiêm túc nhất chưa thống nhất danh hiệu, cái gọi là Thỏa thuận Praha.
Kế hoạch theo thỏa thuận này khi nó được đưa ra vào năm 2002 là đương kim vô địch thế giới FIDE Ruslan Ponomariov và số một thế giới trong danh sách xếp hạng FIDE Elo Garry Kasparov đã chơi một trận đấu, và nhà vô địch thế giới được gọi là "cổ điển" Vladimir Kramnik và người chiến thắng của giải đấu năm 2002 Dortmund (cuối cùng là Péter Lékó) đấu một trận với nhau. Những người chiến thắng trong hai trận đấu này sẽ đấu với nhau để tạo ra một nhà vô địch thống nhất.
Tuy nhiên, trận đấu giữa Ponomariov và Kasparov đã bị xóa bỏ sau khi FIDE từ chối thay đổi nhiều thứ khác nhau trong hợp đồng theo yêu cầu của Ponomariov và anh ta từ chối ký hợp đồng. FIDE thông báo rằng thay vào đó, người chiến thắng trong chức vô địch loại trực tiếp FIDE sẽ đấu với Kasparov trong một trận đấu được tổ chức không muộn hơn tháng 7 năm 2005 (Kramnik và Lékó đã thi đấu vào tháng 9 đến tháng 10 năm 2004). Do đó, cũng như chức vô địch xác định ai sẽ là nhà vô địch thế giới FIDE tiếp theo, nó cũng sẽ xác định ai sẽ chơi với Kasparov trong một trận cuối cùng để tranh chức vô địch thống nhất.

### Sau giải đấu
Sau chiến thắng của Kasimdzhanov, FIDE đã mở thầu cho trận Kasimdzhanov-Kasparov vào tháng 8 năm 2004, đấu thầu sẽ được nhận vào ngày 15 tháng 9. Thời hạn này sau đó đã được kéo dài đến ngày 25 tháng 9. Người tổ chức đã được chọn trong cuộc họp của Hội đồng Chủ tịch FIDE vào tháng 10 năm 2004, nhưng trên thực tế, Chủ tịch FIDE Kirsan Ilyumzhinov đã tuyên bố trước thời điểm này rằng trận đấu đã được trao cho Các Tiểu vương quốc Ả Rập Thống nhất.
Kế hoạch đã không thành hiện thực: khoản tài trợ đã hứa cho trận đấu không bao giờ đến, và kế hoạch tổ chức trận đấu thay thế ở Thổ Nhĩ Kỳ cũng không thành. Toàn bộ câu hỏi về việc trận đấu Kasparov-Kasimdzhanov sẽ diễn ra như thế nào và khi nào, hay điều gì sẽ xảy ra thay thế, đã được đưa ra là không có liên quan bởi thông báo của Kasparov vào tháng 3 năm 2005 rằng anh sẽ từ giã cờ vua một cách nghiêm túc.
Tuy nhiên, chiến thắng của Kasimdzhanov đã giúp anh (và người về nhì là Michael Adams) được mời tham dự Giải vô địch cờ vua thế giới FIDE 2005. Kasimdzhanov cũng được tự động có quyền tham dự Giải đấu ứng viên dành cho các ứng cử viên cho Giải vô địch cờ vua thế giới FIDE 2007.
Chức vô địch thế giới cuối cùng đã được thống nhất lại vào năm 2006, khi nhà vô địch cổ điển Kramnik đánh bại người chiến thắng trong Giải vô địch cờ vua thế giới FIDE 2005, Veselin Topalov.